# Hồ Xạ Hương
Hồ Xạ Hương là một hồ nước ngọt, nhân tạo toạ lạc tại xã Minh Quang, huyện Tam Đảo, Vĩnh Phúc. Đây là một hồ nước khá sâu, rộng khoảng 83 ha, với nhiều ngách lớn xuyên qua các cánh rừng, được xây dựng năm 1984 với sức chứa hơn 12 triệu m3 nước, đủ nước tưới quanh năm cho 1.850 ha đồng ruộng của ba huyện Tam Đảo, Bình Xuyên và Tam Dương.

## Quan cảnh
Cảnh quan nơi đây cũng đa dạng cả về địa hình và địa chất. Các đồi đất đan xen các ngọn núi đá. Trong vùng đa phần là núi đá hoa cương và đá thạch anh màu xanh xám. Tuy không có sự xâm thực của phong thủy để tạo ra những hang động kỳ bí như ở vùng núi đá vôi, núi đá nơi đây lại có nhiều vết nứt lớn nhỏ để tạo nên nhiều khe hẻm, nhiều mái đá lõm sâu làm nơi trú ngụ cho muông thú.
Theo ý đồ của người thiết kế ban đầu, dù mực nước hồ hạ xuống tới "cốt chết" không tự chảy ra mương được nữa thì trong lòng hồ vẫn còn 700.000m3 nước dự trữ, nhiều chỗ có độ sâu tới 03m nước. Nghĩa là hồ Xạ Hương không bao giờ khô cạn trơ ra đáy bùn làm ảnh hường tới môi trường sinh thái và cảnh quan xung quanh. Trên bờ hồ hoàn toàn không có nhà dân.